# Pélage Ier
Pour les articles homonymes, voir Pélage.
Pélage Ier, né à Rome vers l'an 500, est le 60e pape de l'Église catholique du 16 avril 556 à sa mort le 4 mars 561. Il est le second pape de la papauté byzantine et comme son prédécesseur Vigile, un ancien apocrisiaire de Constantinople. Il est élu pape en tant que candidat de l'empereur byzantin Justinien Ier, une désignation mal accueillie par l'Église occidentale. Il s'oppose avant son pontificat aux efforts de Justinien pour condamner les Trois Chapitres, qui cherchent à réconcilier les factions théologiques au sein de l'Église, mais il adopte plus tard la position de Justinien.

## Biographie

### Famille et début de carrière
Pélage est issu d'une noble famille romaine. Son père, Jean, aurait été vicaire de l'un des deux diocèses ou districts civils qui divisent l'Italie de l'époque.
Entre 535 et 536, Pélage accompagne le pape Agapet Ier à Constantinople et est nommé apocrisiaire, c'est-à-dire nonce apostolique de l'Église romaine dans cette ville. En tant que tel, il acquiert une grande influence auprès de l'empereur Justinien dont il est l'un des conseillers. En 543, il lui suggère la condamnation de la pensée d'Origène. Il rentre à Rome la même année. 
En 545, lorsque le pape Vigile se rend à Constantinople sur ordre de Justinien, Pélage reste à Rome en tant que représentant du pape, dont il est le vicaire pendant son absence. Totila, roi des Ostrogoths, assiège la ville de Rome et affame la population. Pélage utilise sa fortune pour le bien de la population touchée par la famine et recherche un accord avec le roi pour obtenir une trêve. La tentative diplomatique échoue, mais lorsque, le 17 décembre 546, Totila réussit à entrer dans la ville, Pélage le rencontre à Saint-Pierre et le convainc d'épargner la vie de la population, même si la ville est pillée systématiquement. Totila envoie Pélage à Constantinople afin d'arranger une paix entre lui-même et Justinien Ier, mais l'empereur le renvoie pour lui répondre que son général Bélisaire commande en Italie.

### Conflit des Trois Chapitres et accession au pontificat
Pélage est de retour à Constantinople pour conclure une paix entre Totila et Justinien Ier ; il s'agit en réalité principalement de faire pression sur le pape Vigile pour qu'il sauvegarde l'orthodoxie de l'Église contre les positions de l'empereur et son édit condamnant les Trois Chapitres, approuvé par le deuxième concile de Constantinople de 553. Pélage soutient Vigile dans sa résistance à l'empereur. Lorsque le pape cède, il l'attaque violemment dans un opuscule, En Défense des Trois Chapitres. Pour ces raisons, Justinien ne tarde pas à le faire arrêter. 
À la mort de Vigile, Pélage est libéré de prison et retourne à Rome, qui se trouve désormais dans l'orbite byzantine. Alors qu'il s'est jusqu'ici opposé aux efforts de Justinien pour obtenir un compromis entre les différents courants théologiques, se rangeant du côté de la défense des Trois Chapitres comme la plupart de l'Église d'Occident, à son retour à Rome, Pélage adopte et promeut la position de l'empereur. Ce revirement lui vaut le soutien de Justinien pour son élection à la papauté. Lorsque Vigile meurt le 7 juin 555, Pélage est proclamé pape sans élection mais probablement avec l'assentiment du clergé latin qui se trouve à Constantinople le 16 avril 556. Candidat de l'empereur, la désignation est mal accueillie par le clergé et les laïcs occidentaux. Aucun évêque ne veut le consacrer ; ceux de Pérouse et de Ferentino finissent par accepter.  
Dès son élection, geste inhabituel, Pélage affirme sa fidélité aux conciles, et notamment au concile de Chalcédoine, et jure en présence du gouverneur byzantin Narsès de n'avoir fait aucun mal à Vigile.  
La réputation de l'Église dans le nord de l'Italie, en Gaule et ailleurs en Europe occidentale souffre beaucoup de cette situation ; les successeurs de Pélage devront consacrer beaucoup d'énergie au cours des 50 années suivantes pour réparer les dégâts. 

### Pontificat

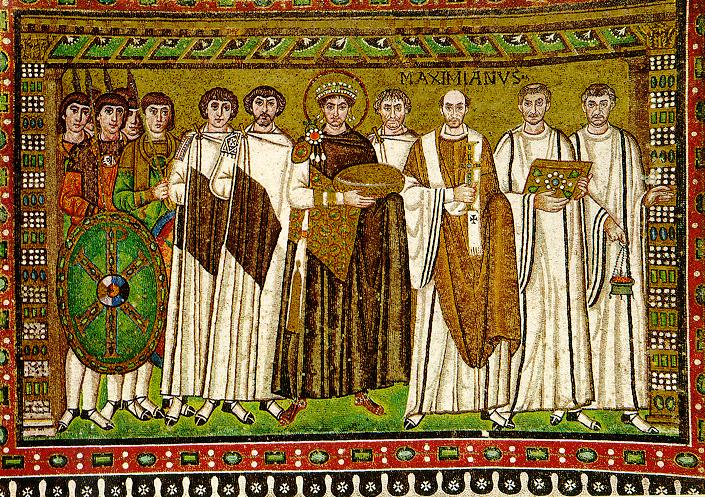
Mosaïque de la basilique Saint-Vital de Ravenne : l'empereur byzantin Justinien Ier se trouve au centre (sa tête est auréolée), à la gauche du centre se trouve le général Bélisaire, à la droite du centre se trouve l'eunuque et général Narsès, les deux hommes complètement à la droite symbolisent l'Église catholique.

Pape compromis, considéré comme traître et nommé par les Byzantins, Pélage se révèle être un homme énergique et capable dans le gouvernement du siège de Rome. 
Face aux rumeurs persistantes, le jugeant responsable, sinon l'auteur, de la mort du pape Vigile, Pélage est contraint de jurer solennellement de son innocence sur la tombe du martyr Pancrace, qui punit les parjures, puis à une procession solennelle dans l'antique basilique vaticane.
Le pontificat de Pélage est aussi miné par des soupçons selon lesquels sa concession à Justinien indique un soutien au monophysisme. Pour surmonter ce problème, il s'efforce de maintenir l'ordre public à Rome et de corriger les abus au sein du clergé. En réponse à une demande du commandant de la garnison de Civitavecchia, il ordonne à l'évêque Laurent de cette ville de fournir des aumôniers à l'armée.
Dans la Gaule des Francs désormais convertis, plus qu'ailleurs, son élection rencontre beaucoup de résistance, à tel point que le roi Childebert Ier lui-même demande à Pélage une profession de foi dans les principes de l'orthodoxie. Sa réponse est très évasive et pas tout à fait sincère : toutes les controverses proviennent de problèmes typiquement orientaux qui n'auraient jamais pu influencer l'unité de l'Église, sans aucune mention de questions substantielles de foi ; en effet, quiconque s'écarterait, même légèrement, des principes affirmés au concile de Chalcédoine devait être condamné. Et en tout cas, le peuple franc n'aurait pas dû se laisser déranger par des discours ou des écrits qui lui faisaient soupçonner différentes positions de l'Église.
Il n'est pas non plus convaincant en proclamant son extrême souffrance pour avoir pris des décisions fruit d'une profonde réflexion, lorsqu'il a tente de se défendre des accusations de volte-face que certains lui lancent, comme l'évêque d'Arles.
Mais en fait rien ne peut être reproché à Pélage dans sa fonction d'évêque de Rome. Il fait tout ce qui est en son pouvoir pour atténuer la pauvreté et la misère dans lesquelles sont tombés les citoyens, même ceux qui étaient autrefois riches et nobles, et dans lesquelles se trouve la ville, victime du pillage et de la famine. La Pragmatique Sanction ( Pragmatica sanctio pro petitione Vigilii), récemment promulguée par Justinien, confère au pape des fonctions civiles d'administrateur des finances et de justice laïque qui, en l'absence d'un pouvoir central visible, lui permettent de limiter la souffrance de la population. Il en fait usage pour réorganiser les finances papales, les propriétés du siège romain, pour rétablir l'ordre et la justice à Rome qui a souffert des sièges et des guerres, pour subvenir aux besoins des pauvres, pour améliorer les conditions de la vie monastique et pour veiller à la moralité du clergé. 
La prévoyance de Pélage dans ce rôle d'administrateur laïc et de guide spirituel lui fait entreprendre la construction d'une nouvelle église (ce qui deviendra plus tard la basilique des Saints-Apôtres de Rome) pour célébrer la victoire complète de Narsès sur les Ostrogoths, sur le modèle cruciforme de l'Apostoleion, l'église fondée par l'empereur Justinien à Constantinople. Cela peut paraître contradictoire, dans une ville où la population est dans un état d'extrême pauvreté, mais, observe Ferdinand Gregorovius : « la construction d'églises, attendue avec la plus grande ferveur, devint bientôt la seule activité publique de la ville et profitait surtout aux couches pauvres de la population qui disposaient ainsi de travail et de salaires... celle qui avait été la capitale du monde devint la ville sainte de l'humanité. Prêtres et moines y construisirent sans cesse des églises et des couvents et dominèrent complètement la vie publique ». De plus, poursuit Gregorovius, « tous les intérêts politiques étant désormais épuisés, l'énergie vitale qui restait encore aux Romains fut tournée exclusivement au service de l'Église ».
L'œuvre civile de Pélage atténue en partie les ombres qui pèsent sur son pontificat, résultat d'un compromis, et lui permet de se maintenir au pouvoir malgré des controverses qu'il ne parvient pas à apaiser. Ses tentatives pour minimiser l'importance des faits ne sont pas convaincantes, un schisme se produit avec les évêchés de Milan et d'Aquilée, dont les régents ne croient pas pouvoir accepter les justifications données par le pape et veulent marquer leur différence avec le siège de Rome. Pour obtenir l'obéissance des dissidents, Pélage demande au gouverneur byzantin d'intervenir par les armes, mais Narsès refuse.

### Mort
Pélage meurt le 3 mars 561, après quatre ans, dix mois et dix-huit jours de pontificat. Il est enterré dans la basilique Saint-Pierre au Vatican. Son épitaphe le célèbre comme rector Apostolicæ fidei, qui, dans un siècle terrible, a pris soin de l'Église, s'est efforcé de prendre les décisions claires des Pères et a résolu de nombreux problèmes liés à pauvreté sociale.